# Main Street (Gibraltár)
A Main Street Gibraltár főútja, mely észak-dél irányban fut keresztül a városon, ez a fő kereskedelmi ere, számos üzlettel és étteremmel. Egy részén húzódik az Irish Town, ami a 19. században itt élt írekről kapta a nevét. Az utcát gyalogos közlekedés számára alakították ki, az épületek spanyol, portugál, mór, angol és genovai stílusúak. Sok spanyol érkezik ide bevásárolni, Gibraltár területe ugyanis vámmentes. Északi végpontjánál található a Grand Casemates Square, mely egykor a kivégzések helyszíne volt.

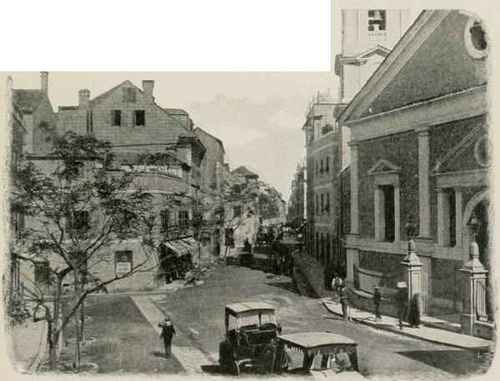
A Main Street az 1800-as évek végén

## Fordítás
Ez a szócikk részben vagy egészben  a   Main Street, Gibraltar című angol Wikipédia-szócikk ezen változatának fordításán alapul.  Az eredeti cikk szerkesztőit annak laptörténete sorolja fel. Ez a jelzés csupán a megfogalmazás eredetét és a szerzői jogokat jelzi, nem szolgál a cikkben szereplő információk forrásmegjelöléseként.